# Beureudeup
Beureudeup is een bestuurslaag in het regentschap Pidie van de provincie Atjeh, Indonesië. Beureudeup telt 181 inwoners (volkstelling 2010).